# Амбодик-Максимович, Нестор Максимович
Не́стор Максимович Амбо́дик-Максимо́вич (известен также как Максимо́вич-Амбо́дик или просто Амбо́дик; 27 октября (7 ноября) 1744, Веприк, Гадячский полк, Киевская губерния, Российская империя — 24 июля (5 августа) 1812, Санкт-Петербург, Российская империя) — российский учёный-медик, биолог и переводчик; статский советник.
Выпускник Киево-Могилянской духовной академии, магистр богословия. Выпускник Страсбургского университета, доктор медицины, профессор. Почётный член Медицинской Коллегии Российской империи, член Императорского Вольного экономического общества.
Один из основоположников акушерской и педиатрической школ в Российской империи. Автор первого русскоязычного руководства по фитотерапии.
Псевдоним Амбодик, с латинского «скажи дважды» (лат. ambo dic), был взят им в знак того, что его отчество и фамилия совпадают.

## Биография
Нестор Максимо́вич родился в селе Веприк (совр. Гадячский р-н, Полтавская обл., Украина) и принадлежал к православному казацкому духовенству. Родился в семье священника Максима Максимо́вича —- настоятеля церкви Веприцкой сотни Гадячского полка. После окончания сельской приходской школы он продолжил духовное образование в Киево-Могилянской академии, где обучался словесным наукам, философии и богословию. С окончанием в 1768 году академии Нестор Амбодик отправился в Москву в распоряжение учреждённой годом раньше по инициативе императрицы Екатерины II законодательной «Комиссии о сочинении проекта нового Уложения».
Комиссия оценила высокий уровень подготовки юного богослова и направила его студентом на медицинский факультет Московского университета. На следующий год Нестор Максимо́вич волонтером перевелся в Санкт-Петербургскую хирургическую школу при адмиралтейском и сухопутном военных госпиталях, в стенах которой проучился всего 1 год.
Ещё обучаясь в Московском университете, Н. М. Амбодик обратил на себя внимание особыми способностями, высокой работоспособностью и хорошим знанием иностранных языков. Эти качества стали определяющими, когда в 1770 году в числе троих студентов он по особой стипендии из фонда княгини Е. Д. Голицыной-Кантемир был направлен учиться медицине и главным образом повивальному делу в Страсбургский университет: 

«Страдая неизлечимой болезнью, от которой не помогали ни тёплый климат, ни воды Пломбьера и Бережа, княгиня Голицина интересовалась медициной и по духовному завещанию оставила крупное пожертвование в пользу акушерского дела в России. На проценты с завещанного ею капитала в 20000 руб. должны были отправляться через каждые 6 лет трое из питомцев Московского университета, природные русские, в Страсбургский университет, славившийся в то время лучшим преподаванием повивального искусства. На эти средства получили своё образование известные доктора Н. М. Максимо́вич-Амбодик, автор многих научных трудов на русском и немецком языках, А. М. Шумлянский и другие первые представители акушерства в русских школах.»— 
 В Страсбурге Нестор Макси́мович учился акушерству у знаменитого профессора Ридерера, но диссертацию на учёное звание доктора медицины 26 сентября 1775 года защитил по далёкой от акушерства теме: «О печени человека», которая получила восхищенный отзыв декана медицинского факультета Страсбургского университета Я. Р. Шпильмана. На протяжении следующего года Н. Амбодик знакомился с врачебным делом Германии, посетив ряд немецких клиник, слушая лекции, беседуя с врачами и совершенствуясь в немецком языке.
По возвращении в Санкт-Петербург в сентябре 1776 года и сдачи обязательного экзамена в Медицинской Коллегии для подтверждения своей квалификации, Нестор Макси́мович был принят младшим доктором Петербургского морского госпиталя. Одновременно с практической деятельностью он начал преподавать повивальное искусство и Materia medica в двух главных Санкт-Петербургских госпиталях.
В 1777 году для углубления знаний по акушерскому делу Нестор Макси́мович выехал в краткосрочную заграничную командировку, а вернувшись, получил назначение младшим доктором и преподавателем медицинской школы в Кронштадтский Адмиралтейский госпиталь. Здесь он читал лекции по физиологии, медико-хирургической практике, повивальному делу и Materia medica. В том же году Н. М. Амбодик как представитель Кронштадтского Адмиралтейского госпиталя был введён в состав Медицинской Коллегии Российской империи. Чтение лекций в Кронштадте Нестор Макси́мович продолжил до 1781 года, пока не подал прошение о своём переводе в Санкт-Петербург.
10 мая 1781 года Медицинская Коллегия назначила Н. М. Амбодика возглавлять «повивальное дело» с обязанностью организовать подготовку повивальных бабок в «бабичьей школе» столицы.
Усилиями лейб-медика П. З. Кондоиди «бабичья школа» в Санкт-Петербурге существовала с 1757 года, однако подготовка повивальных бабок в ней велась исключительно теоретическая. В 1770 году по инициативе императрицы Екатерины II для призрения незаконнорождённых детей и сирот в Петербурге был открыт Воспитательный дом, где годом позже было организовано несколько родильных коек. В 1775 году Воспитательный дом был соединен с ранее открытым Домом для беременных женщин. Наконец, в 1783 году, когда Нестор Макси́мович уже возглавлял повивальное дело в Петербурге, здесь, в устье Фонтанки, под руководством П. В. Завадовского было открыто третье в столице Хирургическое училище для подготовки лекарей. Училище располагало небольшим госпиталем, в составе которого было 10 коек для рожениц. На базе этих коек была организована вторая в Петербурге «бабичья школа».
Н. М. Амбодик занимался подготовкой повивальных бабок в обеих этих школах, причем с октября 1782 года в ранге первого в России профессора повивального искусства. Главным для Нестора Макси́мовича стала «бабичья школа» при Воспитательном доме, где он фактически возглавил родильный госпиталь (отделение) на 20 коек. К сожалению, помещение было очень тесным и тёмным, но и в этих условиях Н. М. Амбодику удалось достигнуть больших успехов. Так, родильная горячка, которая в те годы была основной причиной материнской смертности, снизилась до 5 % и держалась на таком уровне в течение многих лет.
В этот период деятельности важной обязанностью Нестора Макси́мовича, как члена Медицинской Коллегии стала выдача разрешений на право врачебной практики в России докторам, прибывшим в Петербург из Европы. Так именно Н. М. Амбодик в 1790 году экзаменовал приехавшего из Шотландии будущего президента Медико-хирургической академии и баронета Я. В. Виллие.

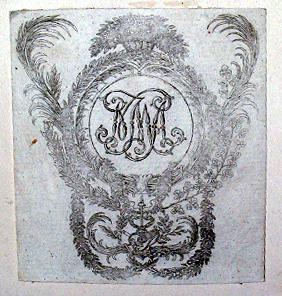
Экслибрис Н. М. Амбодик-Максимо́вича

В 1793 году статус Нестора Макси́мовича в Медицинской Коллегии поменялся. За заслуги в повивальном деле он был избран её почётным членом. Ещё ранее, в октябре 1789 году он был принят членом Императорского Вольного экономического общества. В течение многих лет, не имея статуса лейб-медика, Н. М. Амбодик состоял личным лекарем её императорского величества Екатерины II и пользовался её особым расположением. В последние годы правления императрицы он составил проект развития акушерского образования в России (который так и не был реализован), и подготовил соображения о реорганизации родовспоможения в России. Всеподданнейший доклад на эту тему был подан от лица Медицинской Коллегии уже на имя нового самодержца 19 января 1797 года.
С вступлением на престол 6 ноября 1796 года императора Павла I карьера Н. М. Амбодика пошла на спад. Павел I занялся ломкой порядков, заведённых матерью, отправив в отставку очень многих сановников из её окружения. Коснулись эти преобразования и Нестора Макси́мовича, который вскоре был отстранён от преподавательской деятельности. Правда, в сентябре 1797 года он ещё успел поспособствовать организации Повивального института на 20 коек. Учреждение было открыто на месте «императорской родильни» и второй «бабичьей школы» при госпитале Хирургического училища в устье Фонтанки у Калинкина моста. Пожалуй, это было последнее деяние Нестора Макси́мовича на посту профессора повивального искусства.
Последующие годы Н. М. Амбодик возглавлял родильное отделение в расположенной поблизости Калинкинской больнице. Рассчитанная на 300 коек, больница имела отчётливую социальную направленность и предназначалась для «сифилитических» женщин. Родильное отделение при ней располагало всего десятью койками. Посетивший это отделение доктор Ф. Ф. Залесский обнаружил, что спустя годы всё заложенное Нестором Амбодиком там любовно сохранялось:

"Отделение родильное я нашёл, сверх чаяния, устроенным самым отличным образом. Несмотря на малочисленность кроватей этого отделения (всего 10), в нём бывает в год до 200 родов. Сюда принимают не только сифилитических, но и вообще всех беременных женщин, ищущих пристанища для родов. Замечательно здесь устройство родильной кровати. Эта железная кровать имеет, вместе с лежащею на ней постелью, вышину с лишком полтора аршина, так что акушер не имеет нужды нагибаться к родильнице. Верхний, обитый юфью, тюфяк составлен из нескольких кусков, могущих укладываться различно; в среднем куске сделана овальная выемка и в неё вставляется продолговатый довольно глубокий медный таз, края которого однакож стоят ниже уровня тюфяка… Новорождённому можно здесь немедленно сделать тёплое купание… и тут же может ему удобно быть подана всякая помощь, в случае мнимой смерти…
Удобно расположенное помещение этого отделения в нескольких комнатах, из которых каждая имеет своё специальное назначение, размещение кроватей, проветривание комнат, ватерклозеты, резервуары горячей и холодной воды, снаряд для припарок, настоев, сушильня для детского белья, — всё это устроено не только с отличною основательностью и знанием дела, но и весьма красиво… "— 
Император Александр I, возможно, пытался исправить ошибку отца и вернуть Н. М. Амбодика к профессорской деятельности. Именно при нём, долгое время оставаясь коллежским советником и не имея на тот момент никаких государственных должностей, Нестор Макси́мович был удостоен следующего чина — статского советника. Однако за этим ничего не последовало. Последние годы жизни в Петербурге Н. М. Максимо́вич-Амбодик проживал в собственном доме в Хлебном переулке, где очевидно и скончался 24 июля 1812 года. Это произошло в самый разгар Отечественной войны 1812 года, всего за месяц до Бородинского сражения. Возможно, поэтому российские газеты не отозвались на смерть своего знаменитого соотечественника.

### Возможное место захоронения
Место упокоения Н. М. Максимо́вича-Амбодика неизвестно, однако, как вспоминал родоначальник детской и подростковой гинекологии в Ленинграде, профессор СПбГПМУ Ю. А. Гуркин, юношей он случайно обнаружил надгробие с именем первого российского профессора акушерства и первого педиатра в отдалённой части Новодевичьего кладбища Санкт-Петербурга.
В уникальном 4-томном труде В. И. Саитова «Петербургский Некрополь», изданном в 1912 году, могила Н. М. Максимо́вича-Амбодика не упоминается. Между тем известно, что В. И. Саитов вынужденно допустил немало пропусков.
Известно и то, что кладбище при Новодевичьем монастыре было открыто спустя 38 лет после смерти Нестора Макси́мовича. Согласно В. И. Саитову по времени это совпало с ликвидацией кладбища около Екатерининской церкви близь Калинкинской больницы. там обычно хоронили усопших пациентов больницы и некоторых сотрудников. Возможно, первоначально Н. М. Максимо́вич-Амбодик был похоронен именно на Калинкинском кладбище. При ликвидации погоста его прах действительно мог быть перезахоронен туда, где его и обнаружил Ю. А. Гуркин.

## Профессиональная и научная деятельность

### Основоположник акушерства в России

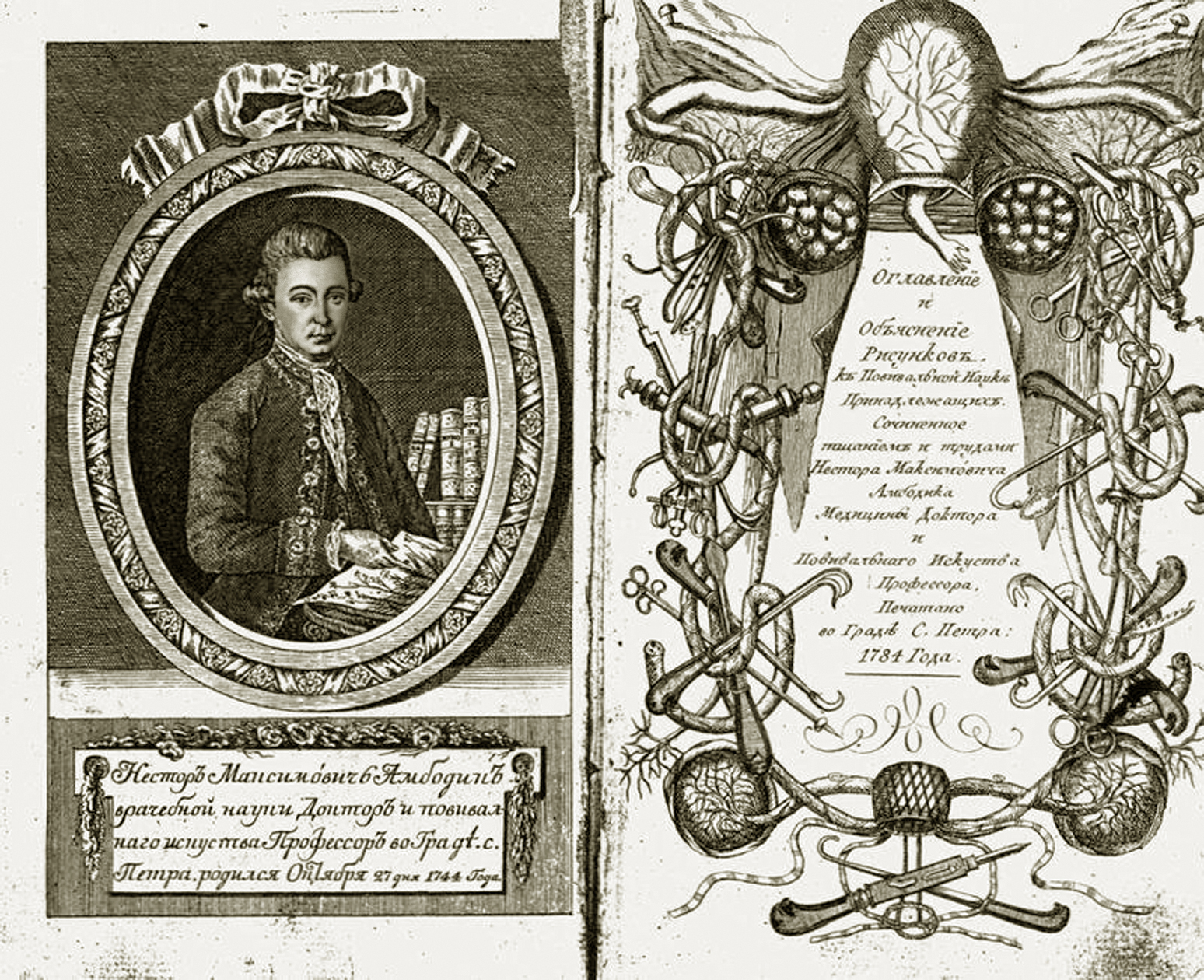
«Искусство повивания или Наука о бабичьем деле» (титульный лист, 1784 год).

Возглавив в Медицинской Коллегии империи «повивальное дело», Н. М. Амбодик впервые в истории государства применил системный подход к организации образования повивальных бабок. Оно включало элементы общемедицинской и хирургической подготовки, теоретическое и практическое обучение акушерству, а также азы педиатрии раннего возраста. Социальный статус выпускниц «бабичьих школ» под управлением Нестора Макси́мовича существенно вырос, а сами школы оказались прообразом высшего женского медицинского образования, возникшего в России лишь век спустя.
В части практической подготовки повивальных бабок Нестор Макси́мович ввёл новые наглядные методы преподавания. Первым в России он начал проводить занятия на акушерском фантоме, применяя его для демонстрации биомеханики как нормальных, так и патологических родов, а также для обучения различным акушерским приёмам и операциям. Фантом женского таза с деревянной куклой-ребёнком, а также прямые и изогнутые стальные щипцы («клещи») с деревянными рукоятками, серебряный катетер и прочие инструменты были изготовлены по его собственным моделям и рисункам.
Н. М. Амбодик оказался автором капитального труда «Искусство повивания, или Наука о бабичьем деле» — первого российского руководства по акушерству, который считался лучшим трудом XVIII века в этой области. По этому руководству обучались несколько поколений русских акушеров. Многие положения до сих пор не утратили своей актуальности, например, описанные им формы узкого таза будущих матерей легли в основу классификаций узкого таза, предложенных в дальнейшем многими авторами.
Нестор Макси́мович первым в России описал асинклитическое вставление головки плода, при котором первой вставляется передняя часть или задняя часть теменной кости. Он одним из первых в России внедрил в практику наложение акушерских щипцов при операциях. Принцип операции при ножном предлежании плода актуален и сегодня.
Н. М. Амбодик был сторонником по возможности естественного протекания родов, он основоположник бережного ведения родового процесса, в основе которого лежит выжидательная тактика. Её придерживаются и многие современные акушеры. Нестору Макси́мовичу принадлежит следующее выражение:
…Искусная и проворная бабка и благоразумный врач не о снискании тщетной себе славы, но о всеобщей пользе пекущиеся, больше могут сделать при родах одними своими руками, чем всеми прочими искусственными фудиями (инструментами).
Особое значение учёный придавал патологии беременности, а также образу жизни будущей матери. Широкое распространение получил предложенный им метод массажа матки на кулаке с целью её сокращения, предупреждающий возможное послеродовое кровотечение. Подобный массаж применяется и в современной акушерской практике.
В отечественную историю Н. М. Амбодик-Максимо́вич вошёл как «отец русского акушерства».

### Родоначальник российской педиатрической школы
Пятая часть труда Н. М. Амбодика «Искусство повивания, или Наука о бабичьем деле» объёмом в 140 страниц содержит: 
…кратное объяснение всего того, что воспитывающим детей ведать и делать должно – касательно их природных свойств, воспитания, попечения от рождения до отроческого возраста; описание болезней, младенцем приключающихся; примечания и наставления о врачевании оных и надежные средства, к облегчению и предохранению детей от немочей способствующие
Предшествовали написанию этой части книги переводы на русский язык двух руководств, изданных в Европе. Выполнил переводы и опубликовал их в 1781 году в России сам Нестор Макси́мович.
- Одно из них — «Краткое испытание многих закоснелых мнений и злоупотреблений до беременных женщин, родильниц и новорождённых младенцов относящихся и к произведению уродов в человеческом роде служащих, с присоединением средств, коими такия пороки отвратить можно» принадлежало парижскому профессору Л. С. Сосероту[22].

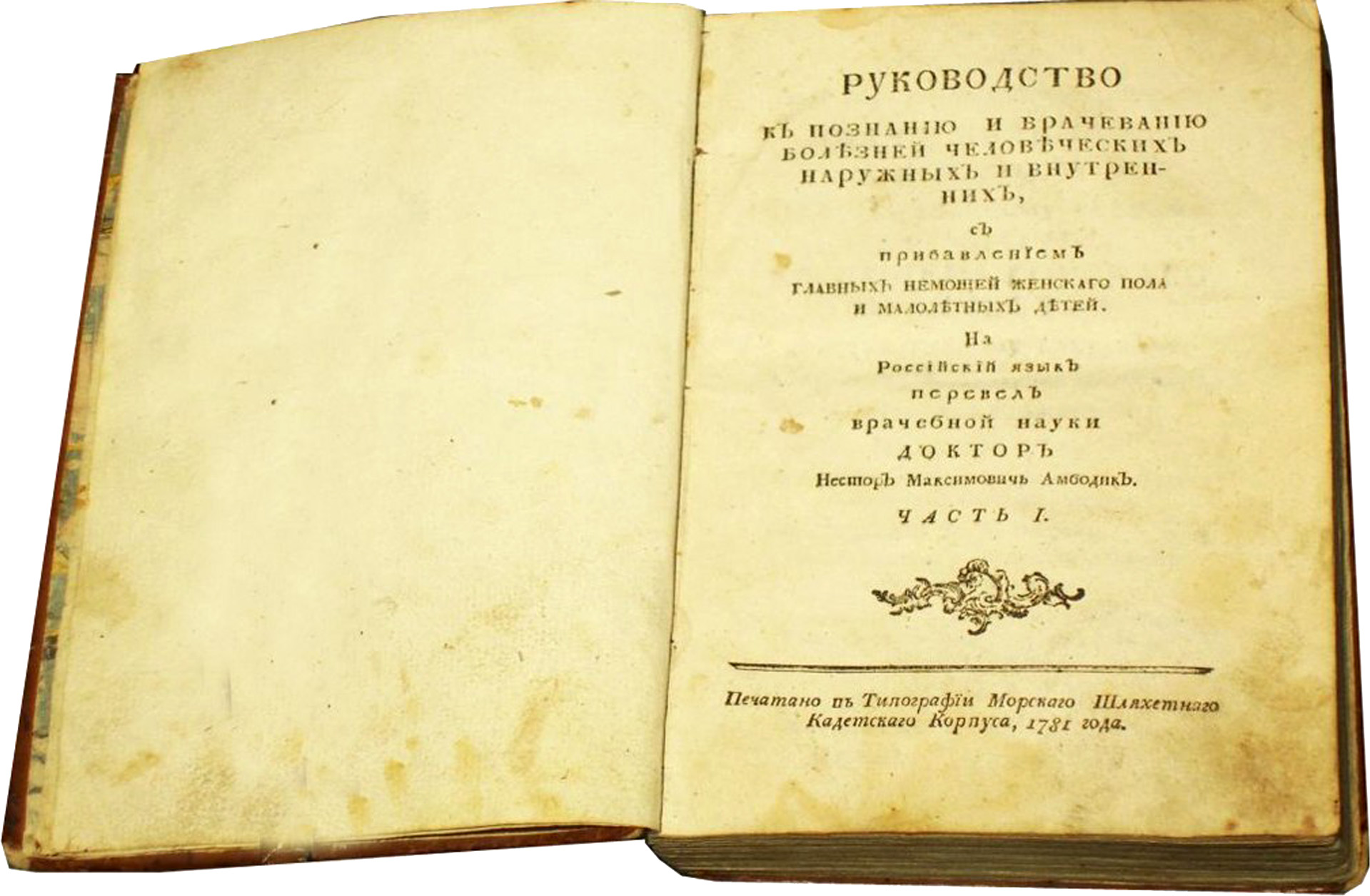
Руководство И. Штейбера с прибавлениями П. И. Погорецкого в переводе Н. М. Максимовича-Амбодика

- Вторым руководством, которое было переведено Н. М. Амбодиком стала книга много лет проработавшего и умершего в Петербурге, профессора И. Ф. Шрейбера. Он издал её на немецком языке в 1756 году в Лейпциге под названием: «Kurze, doch zulaengliche Anweisung zur Erkenntniss und Gur der vornehmsten Krankheiten des menschlichen Leibes, dogh vornehmlich in Absicht auf erwachsene Mannspersonen wie solche in den Grossen Hospitaelern zu St. Petersburg alle Jahre seit 1742 bis hierher ist vorgetragen un erklaeret worden» («Короткое, но доступное руководство для познания и лечения важнейших заболеваний человеческого тела, главным образом взрослых мужчин, которые в больших госпиталях Петербурга во все годы, начиная с 1742 года, до сих пор изучены и объяснены»)[23]. Труд И. Ф. Шрейбера приобрёл большую популярность в Европе, где на долгие годы выполнял роль одного из основных учебников по клинической медицине, но оставался недоступным для русских врачей.

Впервые руководство И. Шрейбера было переведено в России (хотя и на латинский язык) его учеником, доктором медицины Петром Ивановичем Погорецкий. Именно П. И. Погорецкий написал приложение к труду своего учителя, которое было посвящено некоторым женским и, главное, детским болезням. Этот перевод был издан в 2-х томах в Москве в 1768 году под названием «Manuductio ad cognoscendos et curandos morbos, cui accedit appendix de morbis sexus sequioris atque infantum» («Руководство к познанию и заботе о многих заболеваниях, к которому добавлено прибавление об отдельных заболеваниях женщин и детей»). Авторство второго тома целиком принадлежало П. И. Погорецкому. Судьба этой книги оказалась печальной. Из-за конфликта автора перевода с Медицинской Коллегией, бо́льшая часть тиража была уничтожена.
Свой перевод руководства И. Шрейбера Нестор Максимович Максимович-Амбодик делал уже по переводу П. И. Погорецкого и с его прибавлением. Он увидел свет под названием «Руководство к познанию и врачеванию болезней человеческих наружных и внутренних, с прибавлением главных немощей женскаго пола и малолетных детей».
И труд профессора Л. С. Сосерота и руководство И. Шрейбера, а главное прибавление к нему П. И. Погорецкого, содержали значительные сведения о развитии, заболеваниях, уходу и лечению детей первых лет жизни и стали органичной основой для написания Нестором Макси́мовичем пятой части своего руководства.
По мнению профессора Н. П. Шабалова, в руководстве Н. М. Амбодика можно найти характерные черты отечественной педиатрии:

- Профилактическая направленность («Прогулки детей на свежем воздухе предохраняют от многих болезней»)
- Медицинское образование народа и этика
- Безопасное (нетравматичное) акушерство («Поистине счастливы жены, кои с пособием природы рожают детей благополучно сами, не имея нужды в помощи чужой»)
- Важность естественного вскармливания («Материнское молоко –полезнейшее, надежнейшие, ничем не заменимое питание»)
- Рациональная фармакотерапия («Чем проще, чем короче будут врачебные предписания, чем менее много сложны будут аптекарские составы и чем больше с природою согласно будет врачевание болезней, тем больше успехов от врачебной науки и вящей пользы ожидать можно…Ко врачеванию младенческих болезней едва требуются лекарства. По крайней мере, следует выбирать из них самые легчайшие, да и то только при необходимой нужде»)
- Любовь к больному
- Гражданственность

### Автор первого руководства по фитотерапии
Нестора Макси́мовича считают основоположником российской фитотерапии. Он придавал большое значение лекарственным растениям при лечении многих заболеваний, высказывая передовую по тому времени мысль:
Чем больше с природой согласно будет врачевание приключающихся человеческому роду болезней, тем больших успехов от врачебной науки и вящей пользы от употребляемых лекарств впредь ожидать можно.
В 1784 году учёным была издана книга «Энциклопедия питания и врачевания, составленная личным лекарем Её Императорского величества Екатерины II в 1784 году профессором Н. Амбодиком», представляющая собой богатейшее собрание описаний лекарственных растений.

### Вклад в общую медицину и прочие науки
Нестор Макси́мович является автором первых в Российской империи медицинских словарей и создателем российской медицинской терминологии. Его перу принадлежит одна из первых монографий по физиологии человека.
Особняком в творчестве Нестора Макси́мовича, отражая широту его интересов, стоит книга: «Избранные емблемы и символы на российском, латинском, французском, немецком и английском языках объясненные, прежде в Амстердаме, а потом во граде Св. Петра 1788 года, с приумножением изданные Статским Советником Нестором Макси́мовичем Амбодиком». В этом третьем переиздании петровских «Символов и эмблемат» 1705 года, отпечатанных в Амстердаме, Н. Максимо́вич перепечатал полностью офортом все 840 изображений из первого издания, добавил 70 страниц римской пагинации с объяснениями, иконологическими описаниями изображений, краткими толкованиями изображений, а также описанием государственных гербов Российской Империи. Всё это он украсил большими, гравированными виньетками, авторство которых установить не удалось. И. С. Тургенев назвал это произведение Н. М. Амбодика в романе «Дворянское гнездо»:
В этой книге помещалось около тысячи частью весьма загадочных рисунков, с столь же загадочными толкованиями на пяти языках. Купидон с голым и пухлым телом играл большую роль в этих рисунках. К одному из них, под названием «Шафран и радуга», относилось толкование: «Действие сего есть большее»; против другого, изображавшего «Цаплю, летящую с фиалковым цветком во рту», стояла надпись: «Тебе все они суть известны». «Купидон и медведь, лижущий своего медвежонка» означали: «Мало-помалу». Федя рассматривал эти рисунки; все были ему знакомы до малейших подробностей; некоторые, всегда одни и те же, заставляли его задумываться и будили его воображение; других развлечений он не знал

## Некоторые научные труды

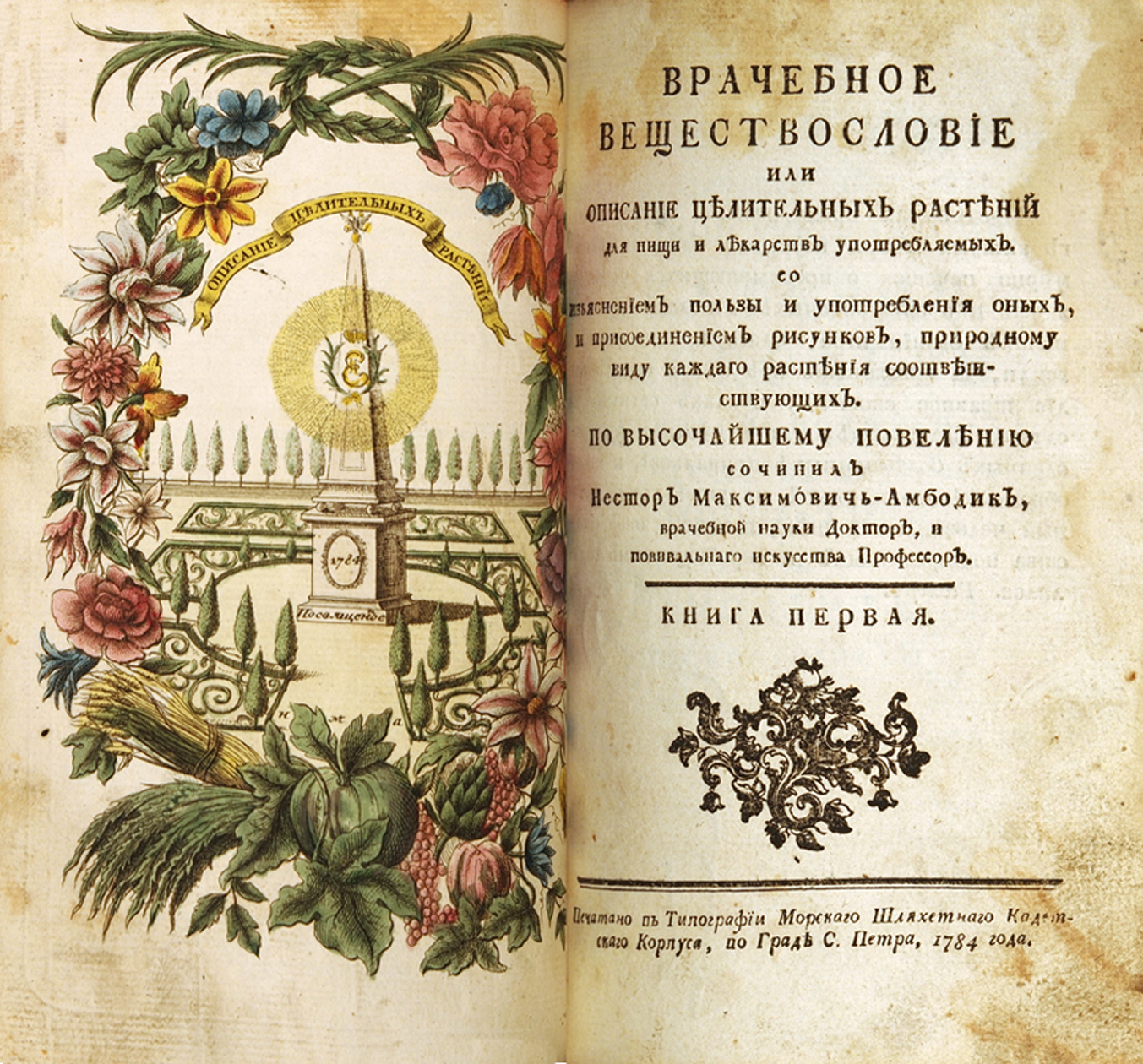
«Врачебное веществословие...». 1783
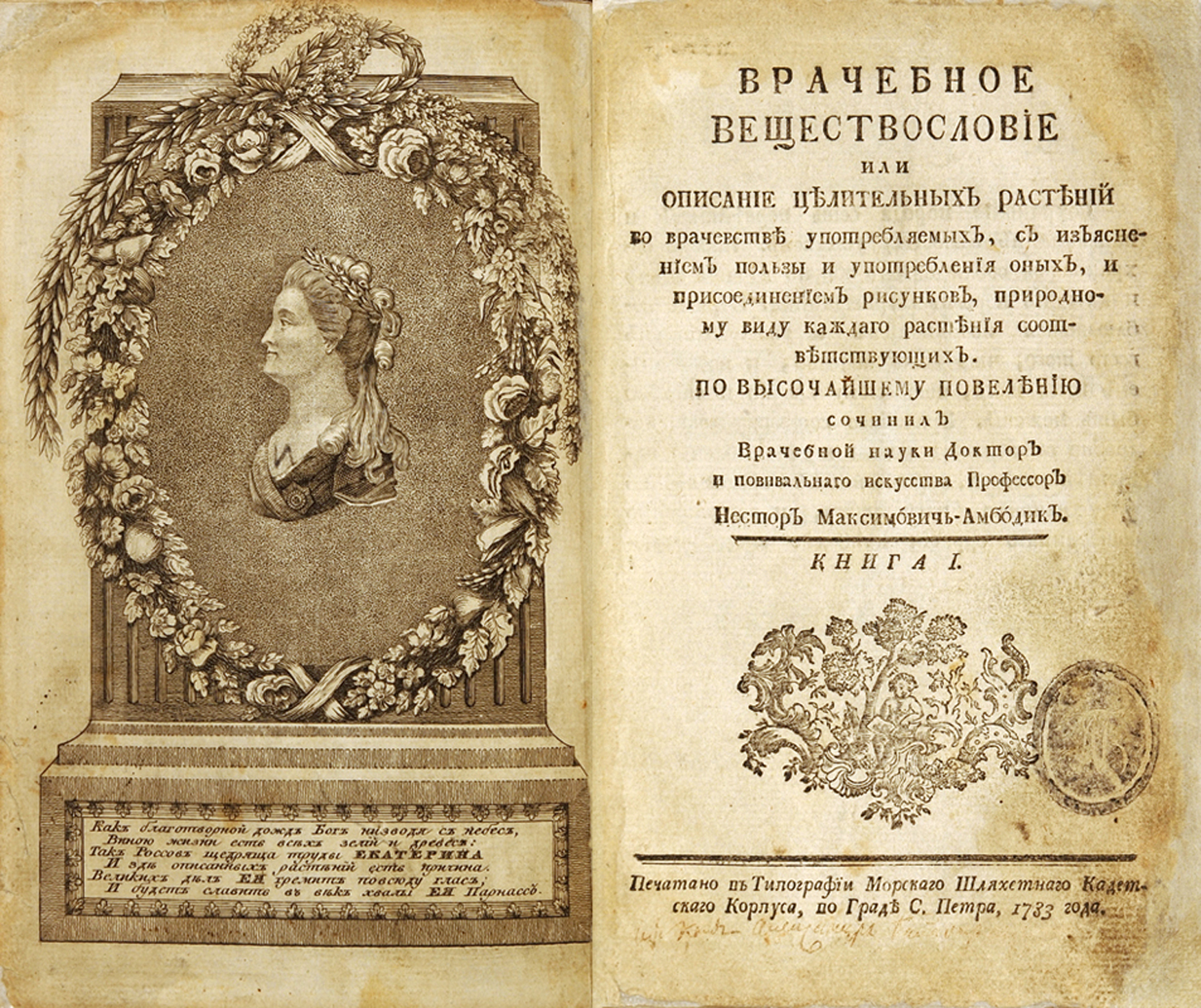
«Врачебное веществословие...». 1783
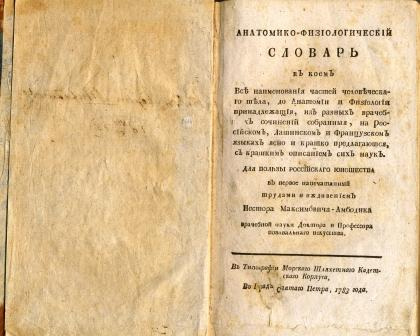
«Анатомо-физиологический словарь...». 1783
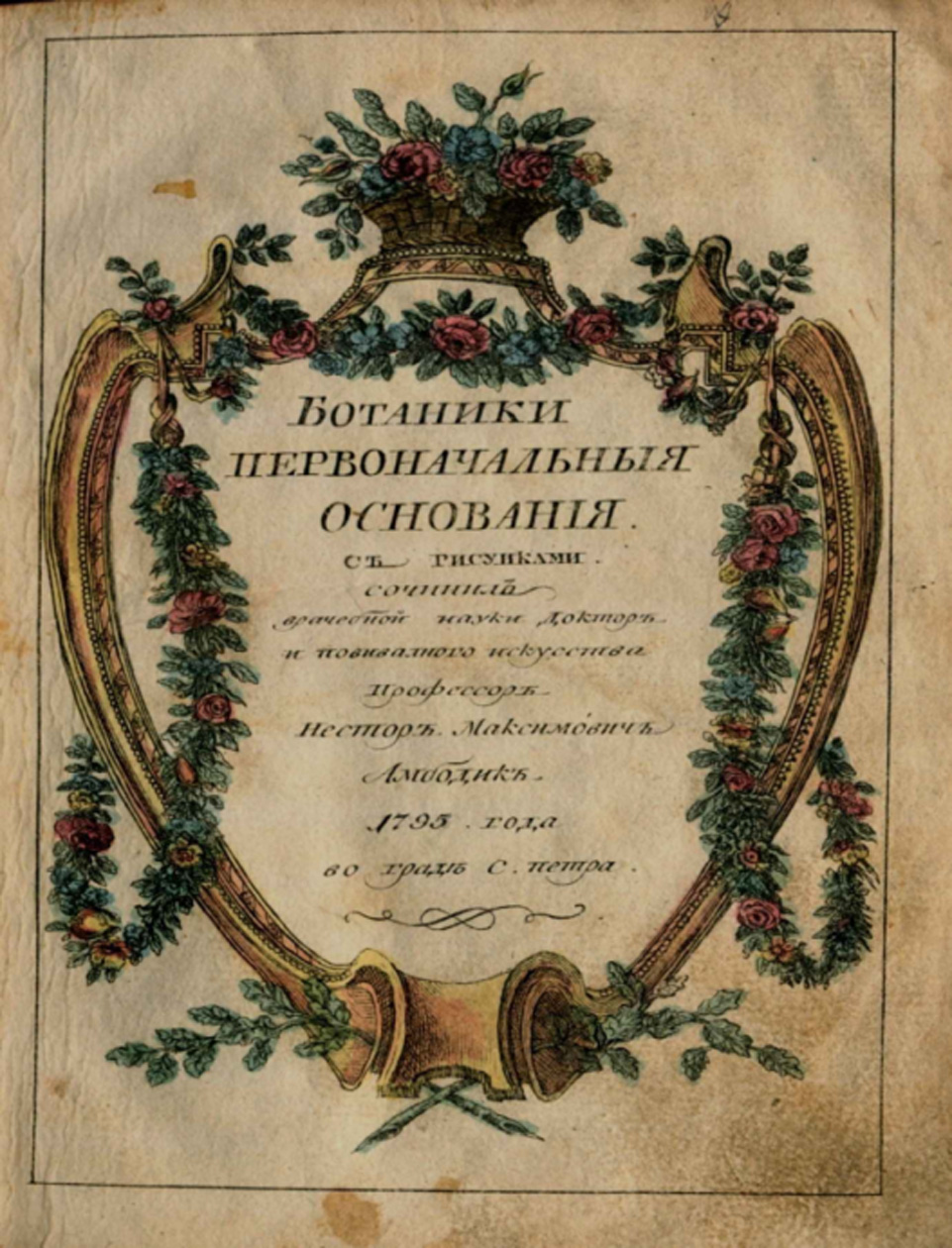
«Ботаники первоначальныя основанія...». 1795

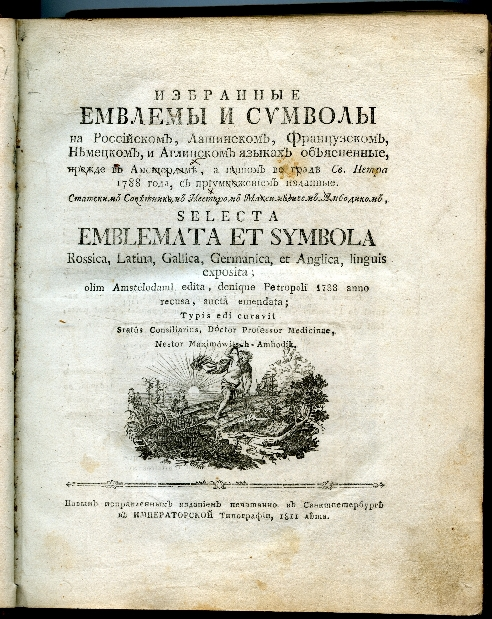
«Избранные емблемы и сімволы...». 1811
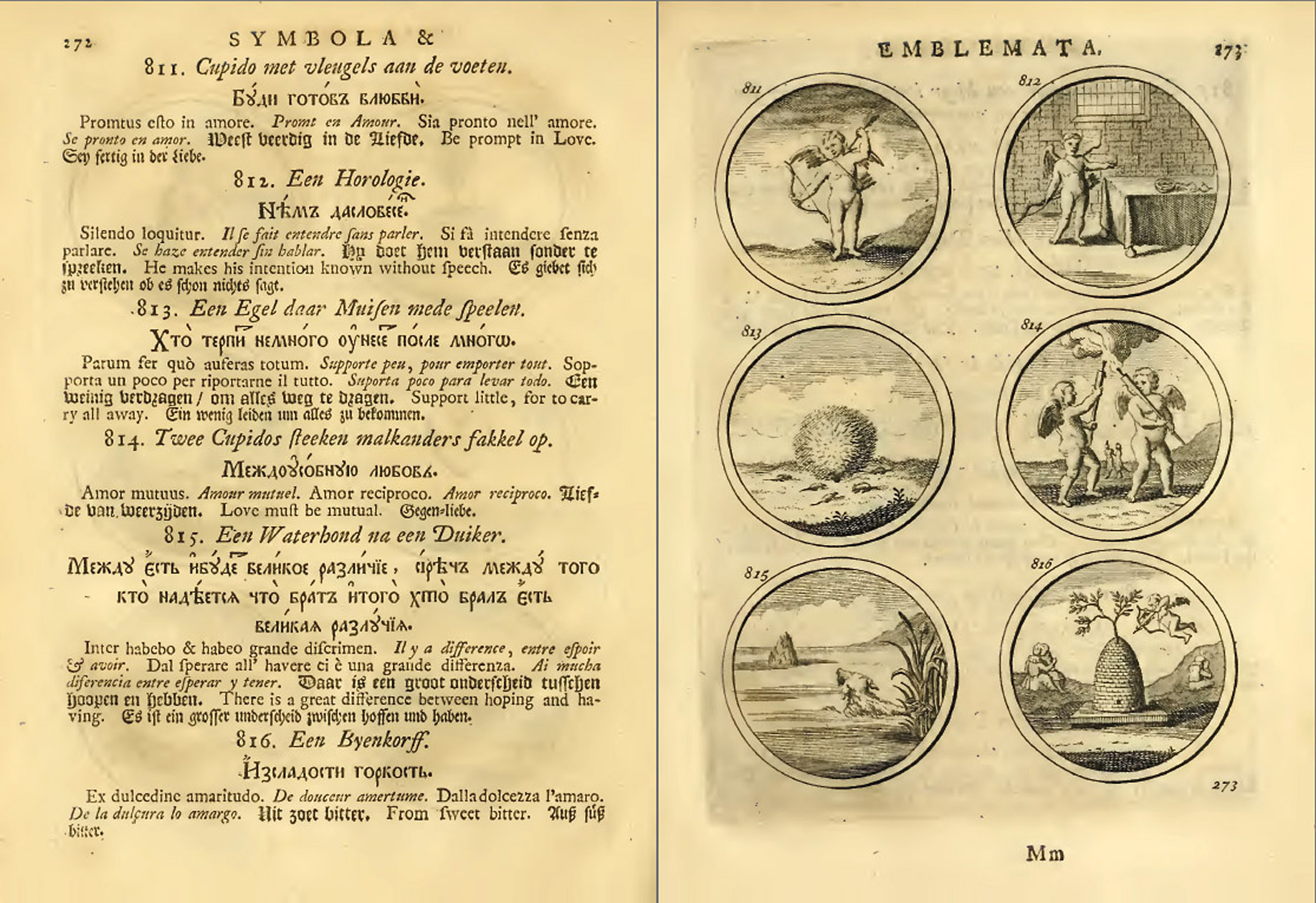
«Избранные емблемы и сімволы...». 1811
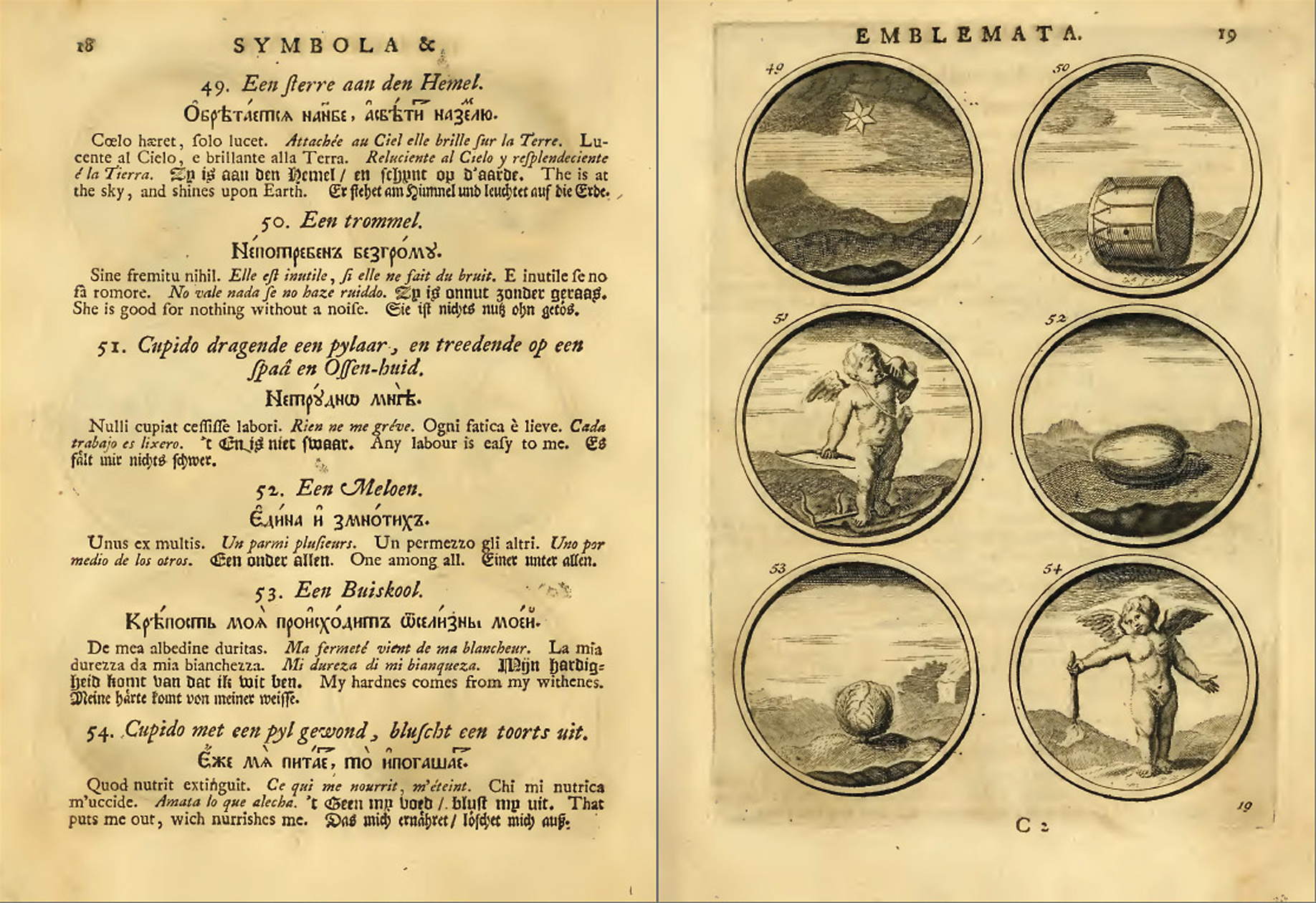
«Избранные емблемы и сімволы...». 1811
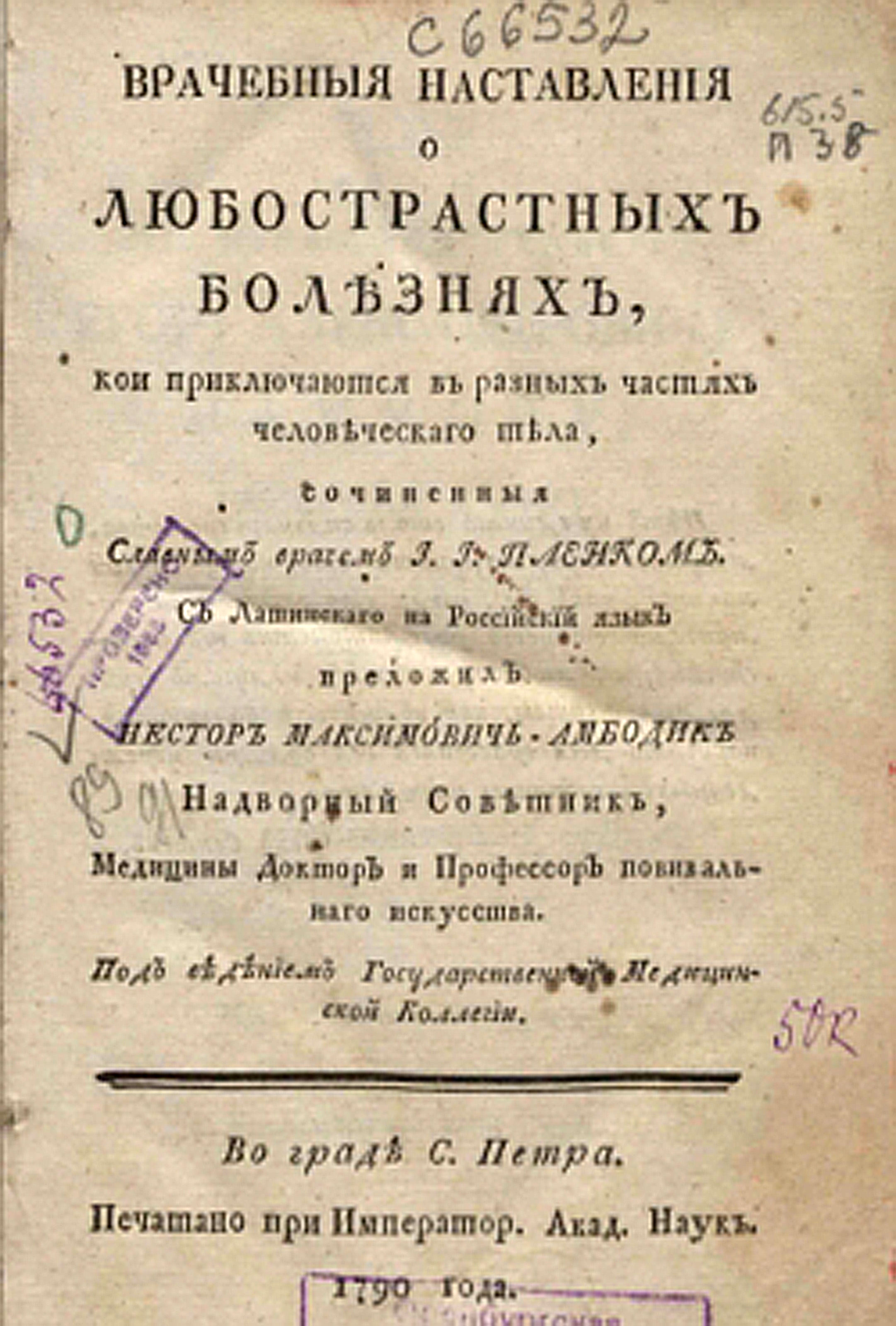
«Врачебныя наставления о болезнях...». 1790

- Maximovič-Ambodik N. M.. De hepate humano / Диссертация на ст. доктора медицины. — 1775.
- Шрейбер И. Ф.. Руководство к познанию и врачеванию болезней человеческих наружных и внутренних, : С прибавлением главных немощей женскаго пола и малолетных детей. / На российский язык перевел врачебной науки доктор Нестор Максимович Амбодик. — СПб.: Тип. Мор. шляхет. кадет. корпуса, 1781. — Т. 1, 2.
- Сосерот Л. С.. Краткое испытание многих закоснелых мнений и злоупотреблений до беременных женщин, родильниц и новорождённых младенцов относящихся и к произведению уродов в человеческом роде служащих, : С присоединением средств, коими такия пороки отвратить можно / На российский язык перевел Нестор Максимович Амбодик медицины доктор. — СПб.: Тип. Мор. шляхет. кадет. корпуса, 1781. — 87 с.
- Максимович-Амбодик Н. М.. Анатомико-физиологический словарь : В коем все наименования частей человеческаго тела, до анатомии и физиологии принадлежащия, из разных врачебных сочинений собранныя, на российском, латинском и французском языках ясно и кратко предлагаются, : С кратким описанием сих наук / Для пользы российскаго юношества в первое напечатанный трудами и иждивением Нестора Максимовича-Амбодика врачебной науки доктора и профессора повивальнаго искусства. — СПб.: Тип. Мор. шляхет. кадет. корпуса, 1783. — 160 с.
- Разсуждение о шарах горючих веществом наполненных и по воздухе летающих, или воздухоносных, изобретенных г. Монголфиером в Париже : С рисунком / С французскаго на российской язык переведенныя Нестором Максимовичем Амбодиком во граде святаго Петра 1783 года. — СПб.: печ. у Брейткопфа, 1783. — 34 с.
- Максимович-Амбодик Н. М.. Врачебное веществословие или Описание целительных растений во врачевстве употребляемых, : С изъяснением пользы и употребления оных и присоединением рисунков, природному виду каждаго растения соответствующих / По высочайшему повелению сочинил врачебной науки доктор и повивальнаго искусства профессор Нестор Максимович-Амбодик. — СПб.: Тип. Мор. шляхет. кадет. корпуса, 1783-1789. — (В конце каждой кн. помещены алф. указ. наименований растений на лат. и рус. яз.).
- Максимович-Амбодик Н. М.. Энциклопедия питания и врачевания, составленная личным лекарем её императорского величества Екатерины II профессором Нестором Амбодиком в 1784 году. — СПб., 1784.
- Максимович-Амбодик Н. М.. Искусство запелёнывания. — СПб., 1784-1786.
- Maximovič-Ambodik N. M.. Novum medico-pathologico-chirurgicum Vocabularium usibus juventutis Rossicae accomodatum; S. onomatologia morborum, eorundemque symptomatum, in corpora humano contingentium; nec non apparatuum, operationum, vincturarum instrumentorum, in chirurgia ad peragendas certas encheireses usitatorum; juxta alphabetum Latinum coordinata, adiunctis terminis artis Rossicis atque Gallicis; quam prima vice in lucem edi curavit. Nestor Maximowitsch-Ambodick, Medicinae Doctor et artis obstetriciae professor publicus. — St. Petersburg: Petropoli, 1785. — P. 176.
- Максимович-Амбодик Н. М.. Искусство повивания, или Наука о бабичьем деле : На пять частей разделенная и многими рисунками снабденная : В коей кратко но ясно толкуется: какое детородныя женские части имеют строение; коим образом надлежит пособлять беременным при родах, роженицам после родов, и новорождённым их младенцам во время младолетства; и какия именно болезни, как беременным чрез все время их беременности, и при родах: так и роженицам после родов, и новорождённым их младенцам обыкновенно приключаются. : Для пользы повивальных российских бабок и лекарей / Сочинил врачебной науки доктор, и повивальнаго искусства профессор Нестор Максимовичь-Амбодик.. — СПб.: Печатано в Императорской типографии, 1784-1786. — Т. 1—6. — (В качестве прилож. в части тиража к ч.6 присоединено с отдельным титульным листом и паг. переведенное Максимовичем-Амбодиком соч. Л. С .Сосерота: "Краткое испытание многих закоснелых мнений и предразсуждений. Касательно беременных жен, родильниц и новорождённых детей: со врачебным изследованием многих злоупотреблений, бывающих причиною уродов, человеческое племя обезображивающих: и с кратким объяснением средств, к отвращению сего служить могущих. Для пользы российских лекарей, и повивальных бабок. 2-м тиснением, много против прежняго исправленным. Изданное от Нестора Максимовича-Амбодика. Врачебной науки доктора и профессора повивальнаго искусства. Во граде с. Петра 1786 года". В ч. 6 имеется также грав. тит. л.: "Оглавление и объяснение рисунков к Повивальной науке принадлежащих. Сочиненное тщанием и трудами Нестора Максимовича Амбодика медицины доктора и повивальнаго искусства профессора. Печатано во граде с. Петра: 1784 года". В некоторых экз. этот лист вклеен в ч.1 перед общим тит. л , В ч.1 фронт. - портр. Н.М.Максимовича-Амбодика, выполненный офортом , На набор. тит. л. ч.6 указана тип.: Печатано в Императорской типографии , Авт. прилож. к ч.6 - г. Сосерот - назван в "Предъизвещении от издателя", пер. указан там же , Алфавитный список врачей, кои на разных языках писали вообще и частно о повивальной науке).
- Хоум Ф.. Начальныя основания врачебныя науки. / Сочиненныя г. Гуме, славным аглинским врачем и Едимбургския академии сочленом.; С латинскаго на российской язык преложенныя Н.М.А. (Н. Максимовичем-Амбодиком) Под ведением Государственной Медицинской коллегии. — СПб.: Печатано в Императорской типографии, 1786. — 496 с.
- Максимович-Амбодик Н. М.. Слово о цветущем благоустроеннаго государства состоянии : Сказыванное в двадесятътипятилетнее торжество благоденственнаго царствования ея императорскаго величества : Богоизбранныя, благочестивейшия, августейшия монархини всепресветлейшия, державнейшия, великия государыни Екатерины Алексиевны : Императрицы и самодержицы всероссийския всемилостивейшия отечества матери, и прочая, и прочая, и прочая, : Празднованное в публичном собрании Императорскаго Медико-хирургическаго училища : Во граде Святаго Петра, июня 28 дня 1787 года. — СПб.: Печатано в Императорской типографии, 1787. — 22 с.
- Вальмон де Бомар Ж. К.. Физиология или Естественная история о человеке касательно его зачатия, рождения, природы, строения тела, различных возрастов, деяний жизни, различий в человеческом роде примечаемых, болезней, старости и смерти.; Для пользы российскаго юношества трудами и иждивением Нестора Максимовича-Амбодика медицины доктора и профессора. — СПб.: При типографии Морскаго шляхетнаго кадетскаго корпуса, 1787.
- фон Пленк Й. Я.. Врачебныя наставления о любострастных болезнях, кои приключаются в разных частях человеческаго тела, / Сочиненныя славным врачем И. И. Пленком.; С латинскаго на российский язык преложил Нестор Максимович-Амбодик надворный советник, медицины доктор и профессор повивальнаго искусства. Под ведением Государственной Медицинской коллегии. — СПб.: Печ. при Имп. Акад. Наук., 1790. — 231 с.
- Максимович-Амбодик Н. М.. Перьвоначальныя основания ботаники, : Руководствующия к познанию растений : В двух частях состоящия с раскрашенными рисунками / Иждивением Государственной Медицинской коллегии. — СПб.: Тип. Гос. мед. коллегии, 1796.
- Ambodik-Maksimovič N. M.. Botanisches Wörterbuch / Veranstaltet und herausgegeben von der Freyen ökonomischen Gesellschaft im Jahr 1795. — St. Petersburg: Gedruckt beym Kayserlichen Adelichen Landkadettenkorps, 1795. — 157 с.
- фон Пленк Й. Я.. Врачебныя наставления о болезнях, найболее изнуряющих здравие человека, и заражающих все телесныя части онаго, / С латинскаго на российский язык преложил и примечаниями умножил Нестор Амбодик-Максимович. Медицины доктор и профессор под ведением Государственной Медицинской коллегии. - 2-е изд., исправленное и умноженное. — СПб.: При Губ. правлении, 1800. — 241 с.
- Ambodik-Maksimovič N. M.. Novum dictionarium botanicum latino-germano-rossicum / Nestor Ambodick-Maximówitsch. — Petropoli, 1804.
- Амбодик-Максимович Н. М.. Новый ботанический словарь на российском, латинском и немецком языках / По препоручению Императорскаго Вольнаго економическаго общества сочиненный членом онаго медицины доктором Нестором Максимовичем Амбодиком и иждивением того же Общества изданный. — СПб.: При Императорской Академии наук, 1808. — 118 с.
- Амбодик-Максимович Н. М.. Новый ботанический словарь на российском, латинском и немецком языках / По препоручению Императорскаго Вольнаго економическаго общества сочиненный членом онаго медицины доктором Нестором Максимовичем Амбодиком и иждивением тогож Общества. — СПб.: Тип. при Императорской Академии наук, 1808. — 118 с.
- Амбодик-Максимович Н. М.. Емвлемы и символы избранные, на российский, латинский, французский, немецкий и аглинский языки преложенные, прежде в Амстердаме, а ныне во граде св. Петра напечатанные, умноженные и исправленные статским советником Нестором Максимовичем-Амбодиком. — СПб.: печатано в Императорской типографии, 1788. — Т. 1, 2. — LXVIII, 280 с.